# کلاغ لاشه‌خوار
کلاغ لاشه‌خوار (Corvus corone) پرندهای از خانوادهٔ کلاغیان که بومی غرب اروپا و شرق آسیا می‌باشد. جمعیّت شرقی و غربی این گونه کاملاً از یکدیگر جدا هستند و فاصله بین این دو جمعیت را کلاغ ابلق خویشاوند بسیار نزدیک آن پر می‌کند.
این پرنده از غراب با توجه به اندازهٔ کوچکتر (۴۸ تا ۵۲ سانتی‌متر) و صدای کاملاً متفاوتش و از کلاغ ابلق با رنگ یکپارچه سیاهش متمایز می‌شود ولی گاه با کلاغ سیاه اشتباه گرفته می‌شود. تشخیص این کلاغ از کلاغ سیاه با توجه به تک‌زی بودن آن ممکن است.
همان‌گونه که نام این پرنده نشان می‌دهد بخش بزرگی از غذای آن را انواع لاشه تشکیل می‌دهد اما در عین حال از کرم‌ها، حشرات، غلات، پستانداران کوچک، آشغال و تخم پرندگان دیگر هم تغذیه می‌کند.

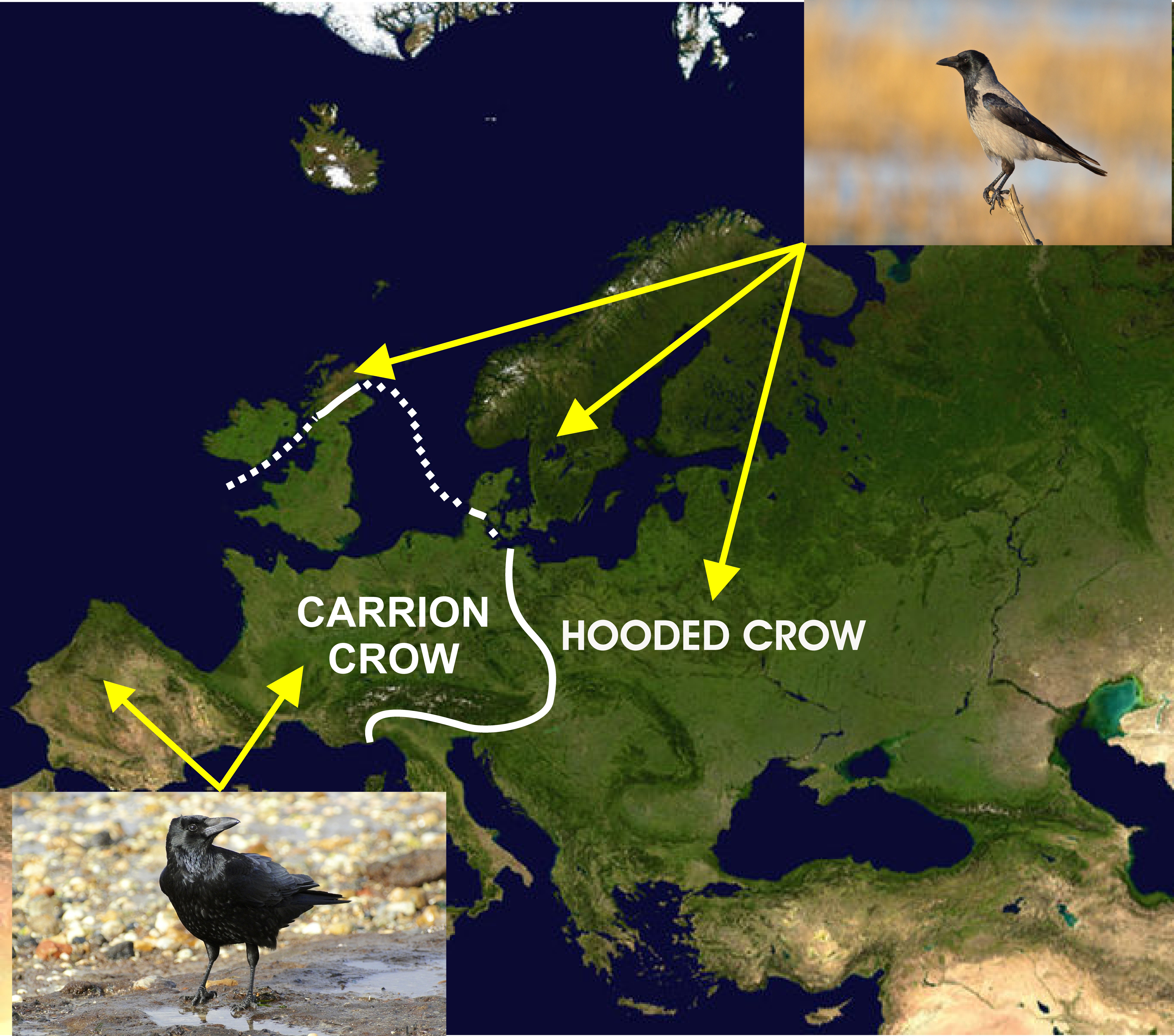
نقشه‌ای از اروپا که پراکندگی کلاغ لاشه و کلاغ ابلق را در دو طرف منطقه برخورد (خط سفید) که این دو گونه را از هم جدا می‌کند، نشان می‌دهد.